# Фађет (Прахова)
Фађет (рум. Făget) насеље је у Румунији у округу Прахова у општини Дражна де Сус. Oпштина се налази на надморској висини од 426 m.

## Становништво
Према подацима из 2002. године у насељу је живело 319 становника, од којих су сви румунске националности.